# FinCEN Files
Les fichiers FinCEN sont des documents ayant fuité du Financial Crimes Enforcement Network (FinCEN) et qui ont fait l'objet d'une enquête du Consortium international des journalistes d'investigation (ICIJ). Cette enquête a été rendue publique le 20 septembre 2020.
Ces rapports portent sur plus de deux cent mille transactions financières suspectes, pour un montant de plus de deux mille milliards de dollars américains, ayant eu lieu de 1999 à 2017 dans plusieurs établissements financiers internationaux. Ces documents semblent montrer que, si les banques et le gouvernement fédéral des États-Unis disposaient de ces renseignements financiers, ils n'ont pas fait grand-chose pour mettre fin à des activités illégales, telles que le blanchiment d'argent. Ces informations concernent plus de cent soixante-dix pays dont les institutions financières ont joué un rôle dans la facilitation de ce blanchiment d’argent et d’autres délits frauduleux. Selon BBC News, ces fichiers montrent comment « les plus grandes banques du monde ont permis à des criminels de déplacer de l'argent sale à travers le monde ».  

## Rôle du FinCen
Les banques doivent prendre des mesures autonomes pour lutter contre la corruption et le blanchiment d'argent, mais elles doivent aussi déposer un rapport relatifs à toute activité financière suspecte (Suspicious Activity Reports - SAR) à chaque fois qu'elles soupçonnent un client de se livre à un délit financier. Le SAR n'est pas une preuve d'un crime, mais une alerte, une informations vitales pour enquêter sur d'éventuels délits. La divulgation non autorisée d'un SAR est une infraction pénale fédérale aux États-Unis. 
La FinCEN est la branche du département du Trésor des États-Unis qui reçoit et analyse les informations envoyées par les institutions financières pour lutter contre le blanchiment d'argent, le financement du terrorisme, l'évitement des sanctions économiques et autres crimes et délits financiers (l'équivalent de Tracfin en France). Le FinCEN a collecté plus de deux millions de SAR en 2019, mais ses effectifs en personnel ont diminué de 10 %. 
Selon les sources de BuzzFeed News, la plupart des SAR ne sont pas lus ou ne sont pas pris en compte.

## Enquêtes journalistiques
En 2019, le site d'information BuzzFeed News a obtenu 2 657 documents de FinCEN, dont 2 121 SAR, et les a partagés avec l'ICIJ. Quatre cents journalistes de quatre-vingt-huit pays ont procédé à une enquête sur ces documents. Cette enquête a été rendue publique le 20 septembre 2020. L'ICIJ a déclaré que les dossiers étudiés datent principalement de 2011-2017. En outre, les résultats peuvent ne pas être représentatifs de tous les SAR, car les fichiers reçus représentent moins de 0,02 % des plus de douze millions de SAR que les institutions financières ont déposées auprès du FinCEN pendant cette période.   
BuzzFeed News souligne que certains des documents ont été rassemblés dans le cadre d'enquêtes du Congrès américain sur les accusations d'ingérences russes dans l'élection présidentielle américaine de 2016 ; d'autres ont été rassemblés à la suite des demandes adressées au FinCEN par la police.

## Constatations
BuzzFeed News nomme « JPMorgan Chase, HSBC, Standard Chartered, Deutsche Bank et Bank of New York Mellon » comme impliquées dans le blanchiment d'argent. Il reproche également au gouvernement fédéral des États-Unis de ne pas obliger les banques à arrêter cette activité. BuzzFeed et ICIJ ont également rapporté qu'American Express, Bank of America, Bank of China, Barclays, China Investment Corporation, Citibank, Commerzbank, Danske Bank, First Republic Bank, Société générale, VEB. RF et Wells Fargo envoient des SAR au FinCEN. L'ICIJ a noté que 62 % des documents divulgués concernaient la Deutsche Bank, dont au moins 20 % concernaient des adresses situées dans les îles Vierges britanniques.  
Parmi les personnalités mises en évidence dans les fuites figurent l'ancien directeur de campagne de Donald Trump Paul Manafort, le négociant en or irano-turc Reza Zarrab, l'homme d'affaires en fuite Jho Low et le chef présumé du crime organisé russe, Semion Moguilevitch.
Les autres reportages sur les connexions nationales aux fichiers FinCEN comprennent les reportages de CBC (Canada) sur la banque HSBC, et la couverture de l'Australian Broadcasting,.

### Allemagne
ICIJ et Deutsche Welle (DW) rapportent que la Deutsche Bank allemande a produit 62 % des SAR divulgués. DW note en outre que Deutsche Bank était responsable de 1,3 milliard de dollars de transactions suspectes, même après avoir reçu des centaines de millions d'amendes pour avoir violé les sanctions américaines. BuzzFeed News a également rapporté que les fichiers révélaient que la Deutsche Bank était une source majeure de blanchiment d'argent pour le crime organisé, les terroristes et les trafiquants de drogue.

### Angola
Isabel dos Santos, fille de l'ancien président de la république d'Angola, a été signalée pour blanchiment d'argent en 2013.

### Argentine
L'entreprise Vicentin (es) avait été signalée pour blanchiment d'argent.

### Canada
Le gestionnaire d'un chalutier, qui a coulé à la suite d'un incendie, cache sa véritable identité en ayant recours à une société-écran établie au Canada. Un marin du chalutier est mort lors de l'incendie, mais sa famille ne peut obtenir réparation financière parce que le propriétaire véritable du chalutier est inconnu. D'autres sociétés-écrans servent à contourner des sanctions internationales.

### Émirats arabes unis
La banque centrale des Émirats arabes unis n'a pas agi sur les SAR liés au contournement des sanctions en Iran.
La fuite de données a produit le fichier Kaloti (sur la société Kaloti Precious Metals basée dans l'émirat de Dubaï aux Émirats arabes unis). Il consiste en environ 2 100 annonces de transactions suspectes. Il émanait des principales banques américaines

### États-Unis
NBC News a rapporté que la Corée du Nord avait mis en place un programme de blanchiment d'argent aux États-Unis en utilisant des sociétés écrans et l'aide d'entreprises chinoises pour blanchir de l'argent via des banques américaines. Les fichiers ont indiqué que BNY Melon avait traité 137 millions de dollars pour des entités liées à OneCoin.

### Inde
L'Indian Express a rapporté que Jindal Steel and Power avait été signalé par la Deutsche Bank pour blanchiment d'argent.  

### Iran
Les SAR et des enquêtes supplémentaires menées par l'Organized Crime and Corruption Reporting Project (regroupement de journalistes qui étudie le crime organisé et la corruption), fournissent également de plus amples détails sur le stratagème employé par Reza Zarrab pour échapper aux sanctions économiques contre l'Iran, et ses liens avec la fraude fiscale de Magnitsky et d'autres stratagèmes de blanchiment d'argent russe.

### Irlande
The Irish Times a fait état d'une entreprise à Dublin en Irlande, qui offre des services d'opérations internationales aux entreprises, dont le bureau de Riga en Lettonie a aidé des clients de Russie et de l'ex-Union soviétique à ouvrir des comptes secrets chez  des banques estoniennes et lettones, via des sociétés écrans britanniques formé dans les années 1990. Les documents FinCEN montrent que 646 des 2 100 RAS de sociétés écossaises et anglaises sont liées à cette société irlandaise, le plus grand nombre de ces entités. Quant à sa relation avec le blanchiment d'argent, le fondateur de l'entreprise se compare au vendeur innocent d'une voiture criminelle.

### Japon
Les dossiers ont également révélé qu'un cabinet de conseil pour le comité de candidature olympique de Tokyo avait versé 370 000 dollars au fils de l'ancien membre du CIO Lamine Diack. Diack a été emprisonné pour corruption plus tôt en 2020  

### Mexique
Les fichiers FinCEN impliquent l'ancien président mexicain Enrique Peña Nieto dans le blanchiment d'argent. Les fichiers ont révélé que Group Grand Limited était contrôlé par Alex Saab et Alvaro Pulido.

### Norvège
Les fichiers ont révélé que les banques américaines ont notifié à leurs autorités environ 160 millions de dollars qui sont passés par le groupe DNB appartenant en partie à l'État norvégien. Les transactions via DNB ont eu lieu principalement de 2015 à 2017. Certains transferts remontent à 2008,.

### Pologne
La Gazeta Wyborcza a rapporté qu'en 2013 et 2014, la HSBC a facilité le transfert de 80 millions de dollars vers le fonds World Capital Market, un système pyramidal dont la banque était au courant à l'époque.

### Royaume-Uni
Un article de BBC News suggère que les fichiers FinCen révèlent que la banque britannique HSBC était impliquée dans de nombreux transferts d'argent illégaux. À l'époque, HSBC faisait l'objet d'un accord de poursuite différée pour le blanchiment de 881 millions de dollars au nom des cartels de Sinaloa et Norte del Valle. Les fichiers décrivent également comment la Barclays Bank a blanchi de l'argent pour le compte d'Arkadi Rotenberg, un proche associé de Vladimir Poutine, sanctionné pour son implication dans la crise ukrainienne. La BBC note en outre que le Royaume-Uni est considéré comme une « juridiction à risque plus élevé » en raison du nombre de sociétés du pays figurant dans les SAR. Le Times of Malta a rapporté que 647 millions d'euros de transferts d'Afton Chemical vers Electrogas ont été signalés comme suspects.

### Turquie
Il a été signalé qu'Aktif Bank était un facilitateur financier pour Wirecard et aurait blanchi de l'argent pour les Talibans.

## Réponses
BuzzFeed News a contacté les banques nommées pour avoir des réponses aux allégations. American Express et la Bank of China n'ont pas répondu ; Bank of America et la First Republic Bank ont décliné de commenter. Alors que l'ICIJ préparait son reportage sur les fichiers FinCEN, le FinCEN a annoncé le 16 septembre 2020 qu'il allait revoir ses programmes de blanchiment d'argent.
Le FinCEN a condamné la fuite, affirmant qu'elle pourrait avoir un impact sur la sécurité nationale américaine, compromettre les enquêtes et menacer la sécurité des institutions et des individus qui déposent des rapports FinCEN.